# Ян Хак Сон
Ян Хак Сон (кор. 양학선, р. 6 декабря 1992) — южнокорейский гимнаст, чемпион мира и олимпийский чемпион.
Родился в 1992 году в Кванджу. Гимнастикой занялся в 9 лет, следуя примеру старшего брата. В 2010 году стал чемпионом Азиатских игр. В 2011 году впервые выиграл чемпионат мира. В 2012 году на Олимпийских играх в Лондоне завоевал золотую медаль в опорном прыжке. В 2013 году вновь выиграл чемпионат мира. В 2014 году стал серебряным призёром Азиатских игр.